# Framerville-Rainecourt
Framerville-Rainecourt è un comune francese di 447 abitanti situato nel dipartimento della Somme nella regione dell'Alta Francia.

## Società

### Evoluzione demografica
Abitanti censiti